# Águas Boas
Águas Boas ist ein Ort und eine ehemalige Gemeinde (Freguesia) im portugiesischen Kreis Sátão. Die Gemeinde hatte 172 Einwohner (Stand 30. Juni 2011).
Am 29. September 2013 wurden die Gemeinden Águas Boas und Forles zur neuen Gemeinde União das Freguesias de Águas Boas e Forles zusammengeschlossen. Águas Boas ist Sitz dieser neu gebildeten Gemeinde.